# Øer i Sverige
Dette er en liste over øer i Sverige.

## Efter størrelse
| Ø               | Areal    | Befolkning |
| --------------- | -------- | ---------- |
| Gotland         | 2994 km² | 57,000     |
| Öland           | 1347 km² | 25,000     |
| Orust           | 346 km²  | 15,000     |
| Hisingen        | 199 km²  | 125,000    |
| Värmdö          | 181 km²  | 48,000     |
| Tjörn           | 148 km²  | 15,000     |
| Väddö og Björkö | 128 km²  |            |
| Fårö            | 113 km²  |            |
| Selaön          | 95 km²   |            |
| Gräsö           | 93 km²   |            |
| Svartsjölandet  | 82 km²   |            |
| Hertsön         | 73 km²   | 22,000     |
| Alnön           | 68 km²   |            |
| Ekerö og Munsö  | 68 km²   |            |
| Tosterön-Aspön  | 66 km²   |            |
| Ingarö          | 63 km²   |            |
| Ljusterö        | 62 km²   |            |
| Torsö           | 62 km²   |            |
| Ammerön         | 60 km²   |            |
| Kållandsö       | 57 km²   |            |

## Andre
- Adelsö
- Björkö (Birka)
- Frösön
- Gåsö
- Gotska Sandön
- Helgö
- Holmöarna
- Koster
- Lidingö
- Märket
- Mjältön
- Stora Karlsö
- Hven
- Visingsö

## Svenske øer efterlän
| - Blekinge län - Hanö - Hasslö - Sturkö - Tjärö - Tärnö - Utklippan - Dalarnas län - Sollerön - Gotlands län - Asunden - Aurgrunn - Bunge aur - Enholmen - Fjaugen - Furillen - Fårö - Gotland - Gotska Sandön - Grunnet - Heligholmen - Hojskär - Klasen - Lilla Karlsö - Lörgeholm - Majgu - Marpesholm - Rävlen - Sildungen - Skarvagrunn - Skenalden - Skenholmen - S:t Olofsholm - Storgraut - Stora Karlsö - Östergarnsholm - Gävleborgs län - Bergön - Brännön - Iggön - Limön - Hallands län - Nidingen - Jämtlands län - Ammerön - Andersön - Börö-ön - Frösön - Isön - Verkön - Norderön - Jönköpings län - Visingsö - Kalmar län - Blå Jungfrun - Händelöp - Öland - Kronobergs län - Bolmsö - Helgö - Norrbottens län - Holmen (Råneå) - Kataja - Seskarö - Hertsön - Skåne län - Hallands Väderö - Ivön - Hven (Svensk navn: Ven) | - Stockholms län - Adelsö - Arholma - Björkö - Blidö - Ekerö - Estbröte - Grinda - Fejan - Färingsö - Kungshatt - Kungsholmen - Kärsön - Lilla Essingen - Lidingön - Lovön - Långholmen - Munsö - Nämdö - Ornö - Reimersholme - Rindö - Rådalsholmen - Singö - Skarpö - Stadsholmen - Stora Essingen - Torö - Utö - Väddö - Värmdö - Vätö - Yxlan - Årsta Holmar - Ägnö | - Uppsala län - Gräsö - Örskär - Raggarön - Ormön - Fälön - Vässarö - Slätön - Medholma - Yxeln - Tvärnö - Stora Risten - Sladdarön - Rävsten - Värlingsö - Länsö - Garpen - Enholmen - Björkgrundet - Lambskär - Rödskäret - Högsten - Storskäret - Västerbottens län - Holmöarna - Norrbyskär - Obbolaön - Västernorrlands län - Alnön - Hemsön - Härnön - Mjältön - Trysunda - Ulvön - Västra Götalands län - Amundö - Bassholmen - Bissen - Björkö - Brännö - Danaholmen - Donsö - Dyrön - Fotö - Galtö - Hamburgö - Hisingen - Hällsö, Tanum - Hälsö, Öckerö - Hönö - Kalvsund - Kalvö, Havstenssund - Kalvön, Fjällbacka - Koster - Klädesholmen - Kållandsö - Källö-Knippla - Köpstadsö - Lindö - Malmön - Orust - Resö - Rörö - Stenungsön - Skaftö - Tjörn - Torsö - Trossö - Vattenholmen - Vinga - Väderöarna - Åstol - Öckerö - Östergötlands län - Esterön - Fläsklösen |